# Euphonia luteicapilla
Euphonia luteicapilla е вид птица от семейство Чинкови (Fringillidae).

## Разпространение
Видът е разпространен в Коста Рика, Никарагуа, Панама и Хондурас.